# Martha Jefferson
Martha Jefferson, född Wayles 30 oktober 1748 i Charles City County i Virginia, död 6 september 1782 i Charlottesville i Virginia, var hustru till Thomas Jefferson (USA:s president 1801–1809). Hon var aldrig USA:s första dam, eftersom hon avled långt innan maken blev president. 

## Biografi
Martha Jefferson var dotter till en engelskfödd, förmögen advokat och plantageägare. Arton år gammal gifte hon sig med Bathurst Skelton (född 1744). Han avled 30 september 1768 och hon blev då en ung änka med en liten son, John (född 1767, död 1771).
Det finns inga porträtt eller tillförlitliga fakta om henne, men hon sägs ha varit musikaliskt begåvad och rik då hon den 1 januari 1772 gifte sig med Thomas Jefferson. Hon födde sex barn, fem flickor och en son, varav endast två överlevde barndomen. 
Martha Jefferson avled i september 1782, och sålunda hade Jefferson varit änkling i arton år då han blev president. Av parets två överlevande döttrar betraktades Martha Jefferson Randolph inofficiellt som USA:s första dam.